# Aspenden
Aspenden est un village du Hertfordshire, en Angleterre. Il est situé au sud de Buntingford. Le Méridien de Greenwich passe juste à l’est d’Aspenden. La population comptait 239 habitants en 2021.
Le nom de l’endroit est attesté pour la première fois en 1212 et signifie « vallée des trembles ».

## Personnages célèbres liés au village
Le mathématicien Seth Ward, professeur savilien d’astronomie à Oxford, puis évêque d’Exeter et de Salisbury, est né à Aspenden en 1617.
Le général Arthur Ernest Percival est né à Aspenden en 1887.